# Igor Shulepov
Igor Yuryevich Shulepov (em russo:  Игорь Юрьевич Шулепов; Ecaterimburgo, 16 de novembro de 1972) é um ex-jogador de voleibol russo que esteve em duas edições de Jogos Olímpicos.
Em 1996, Shulepov fez sua primeira aparição olímpica e participou de todos os jogos, levando a seleção russa a finalizar os Jogos de Atlanta em quarto lugar. Quatro anos depois, teve participação ainda mais efetiva e ajudou a Rússia a chegar até final dos Jogos de Sydney, só perdendo para a então Iugoslávia e obtendo a medalha de prata.
Atuou na temporada 2013-14 pelo clube russo do Gubernya Nizhny Novogrod. Ao termino da temporada, anunciou a sua aposentadoria das quadras.